# Società Sportiva Virtus Lanciano 1924
Società Sportiva Virtus Lanciano 1924 SRL normalmente chamado de Virtus Lanciano é um clube de futebol italiano da cidade de Lanciano que disputa a Série B. Suas cores são o preto e o vermelho.

## História
O clube foi fundado em 1920. 

## Treinadores
- Fabrizio Castori (1998–99), (2000–03)
- Maurizio Pellegrino (2004–05)
- Francesco Monaco (2005–06)
- Andrea Camplone (2006–07)
- Francesco Moriero (2007–08)
- Eusebio Di Francesco (2008–09)
- Dino Pagliari (2009–10)
- Andrea Camplone (2010–11)
- Carmine Gautieri (2011–13)
- Marco Baroni (2013–14)
- Roberto D'Aversa (2014–16)
- Primo Maragliulo (2016)